# La Bruyère (Belgien)
La Bruyère ist eine Gemeinde in der Provinz Namur im wallonischen Teil Belgiens.
Sie besteht aus den Ortsteilen Emines, Bovesse, Meux, Rhisnes (Verwaltungssitz), Villers-lez-Heest und Warisoulx.

## Weblinks

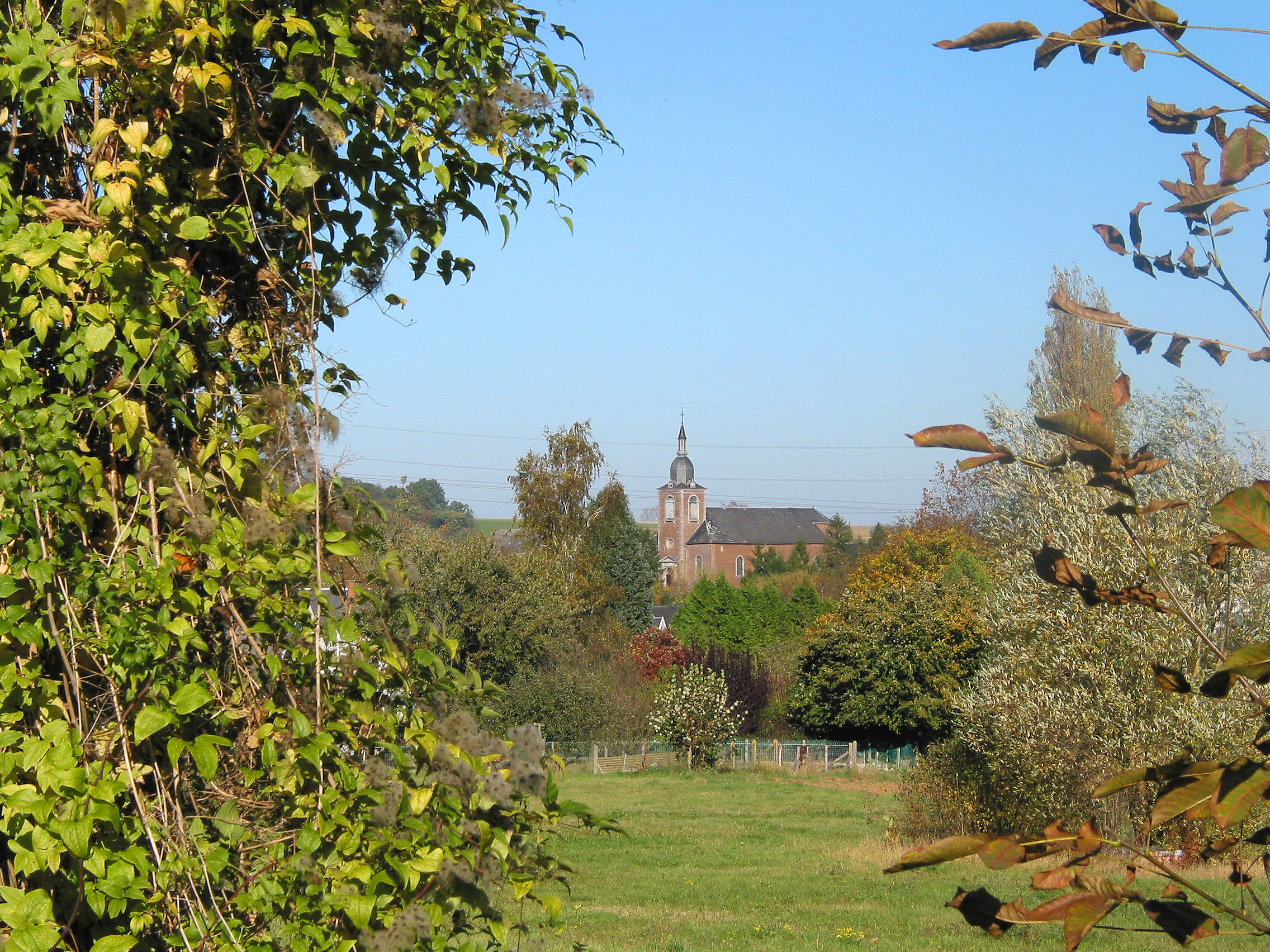
Blick auf die Kirche von Rhisnes